# Salviniaceae
Le Salviniacee (Salviniaceae Martinov, 1820) sono una famiglia di felci acquatiche appartenente all'ordine Salviniales

## Tassonomia
La famiglia comprende due generi e 20 specie:
- Azolla Lam (8 spp.)
  - Azolla africana Desv.
  - Azolla caroliniana Willd.
  - Azolla filiculoides Lam.
  - Azolla imbricata (Roxb. ex Griff.) Nakai
  - Azolla japonica (Franch. & Sav.) Franch. & Sav. ex Nakai
  - Azolla nilotica Decne.
  - Azolla pinnata R.Br.
  - Azolla rubra R.Br.
- Salvinia Seg. (12 spp.)
  - Salvinia auriculata Aubl.
  - Salvinia biloba Raddi
  - Salvinia cucullata Bory
  - Salvinia hastata Desv.
  - Salvinia martynii Kopp
  - Salvinia minima Baker
  - Salvinia molesta D.Mitch.
  - Salvinia natans (L.) All.
  - Salvinia nuriana de la Sota & Cassa
  - Salvinia nymphellula Desv.
  - Salvinia oblongifolia Martius
  - Salvinia sprucei Kuhn